# Ben Folami
Ben Folami (Sídney, 8 de junio de 1999) es un futbolista australiano que juega en la demarcación de extremo para el Melbourne Victory FC de la A-League.

## Selección nacional
Tras jugar en las categorías inferiores de Australia, finalmente hizo su debut con la selección absoluta el 24 de marzo de 2022 en un encuentro de clasificación para la Copa Mundial de Fútbol de 2022 contra Japón que finalizó con un resultado de 0-2 a favor del combinado japonés tras un doblete de Kaoru Mitoma.

## Clubes
| Club                  | País       | Año       | Partidos | Goles |
| --------------------- | ---------- | --------- | -------- | ----- |
| Ipswich Town FC       | Inglaterra | 2017-2020 | 5        | 0     |
| Stevenage FC (cedido) | Inglaterra | 2020      | 2        | 0     |
| Ipswich Town FC       | Inglaterra | 2020      | 0        | 0     |
| Melbourne Victory FC  | Australia  | 2021-     | 80       | 10    |